# جيري بنيالوسا
جيري بنيالوسا مواليد 7 أغسطس 1972 في الفلبين، هو ملاكم فلبيني محترف يصنف ضمن فئة وزن الديك بدأ مسيرته الاحترافية سنة 1989. حقق بطولة المجلس العالمي للملاكمة وبطولة منظمة الملاكمة العالمية.

## إحصائيات
خاض خلال مسيرته 65 نزالا، فاز في 55 وتعادل في 2 وخسر في 8. فاز بالضربة القاضية في 37 نزالا.

## روابط خارجية
- جيري بنيالوسا على موقع بوكس ريك (الإنجليزية) (registration required)